# 沙赫拉姆·阿米里
沙赫拉姆·阿米里（波斯語：شهرام امیری‎，1977年10月8日—2016年8月3日），伊朗核科学家。

## 生平
2009年失踪，后又神秘地在华盛顿现身。伊朗称他在沙特阿拉伯朝圣之旅时被“绑架”后又被交给美国情报人员。美国否认曾绑架阿米里，也否定关于阿米里叛逃到美国、与中情局协作的猜测。美国国务卿克林顿说，这名科学家是自愿留在美国的，他也有离开美国的自由。2010年7月返回伊朗。
没有人说阿米里是怎么到达美国的，以及在到达后做了些什么。2010年3月，美国广播公司电视网报导阿米里向美国投诚并在协助美国中情局。2010年6月，一系列有关阿米里的视频信息出现，内容相互矛盾。在一个视频中，一名声称为阿米里的男子说, 他被美国情报人员绑架，不过在另一个视频中，被认为是阿米里的男子说, 他为进行学术研究而到美国。在第三段录像中，他说自己已逃脱美国追捕。三段不同录像描绘了阿米里，或是一个看上去像他的人，这些录像的前后矛盾加深了事情的复杂程度。
一些新闻报道说，阿米里是一个叛逃者，并洩漏了关于伊朗核项目的具有价值的信息。阿米里曾任职于与伊斯兰革命卫队有关联的马利克·阿什塔大学。但如果说他叛逃，疑问就落到了为何他现在要回去。一些报道说伊朗官方威胁他的家人，以迫使他回国。但也有另一种可能性， 那就是他是假叛逃者。

## 處死
2016年8月，阿米里在伊朗被絞刑處死。